# Feuerkorallen
Die Feuerkorallen (Millepora) sind eine Gattung von sessilen Hydrozoen (Hydrozoa), die ein aragonitisches Kalkskelett bilden. Millepora ist die einzige Gattung der Familie Milleporidae. Die Feuerkorallen gehören neben den Steinkorallen (Scleractinia) zu den Hauptriffbildnern der tropischen Korallenriffe. Letztere gehören allerdings zu den Blumentieren (Anthozoa) innerhalb der Nesseltiere (Cnidaria). Die ältesten Vertreter der Gattung Feuerkorallen stammen aus dem Danium (Unteres Paläogen).
Ihren Namen verdanken sie Nesselzellen, die in der Lage sind, die menschliche Haut zu durchschlagen und dann ein sehr schmerzhaftes Gift zu injizieren. Die Verletzungen hinterlassen Narben, manchmal auf Lebenszeit.

## Merkmale

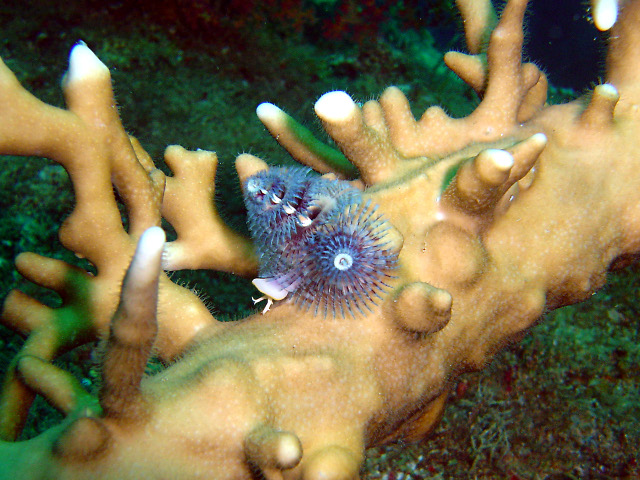
Feuerkorallenast mit Röhrenwurm (Spirobranchus corniculatus), bei Vergrößerung (auf das Bild klicken) erkennt man an den Astseiten die Polypen als feine helle und kurze Fäden.

Feuerkorallen bilden massive kalkige Außenskelette (= Coenosteum) aus Aragonit. Intern besitzt dieses Skelett ein komplexes System von Röhren. Die Oberfläche  ist von einer dünnen Schicht Ectoderm überzogen. Die Oberfläche ist mit einer Vielzahl mikroskopisch kleiner Poren übersät (mille, lat. = tausend; πόρος, gr. = Loch, Pore), wobei die Ränder nicht erhaben sind. Die verschiedenen Arten bilden krustenartige Kolonien, aufrecht stehende Platten oder astförmig verzweigte Stöcke. Die Kolonien sind meist von brauner oder blass-beiger Farbe. In den Poren sitzen die Polypen. Die Polypen sind polymorph. Die Fresspolypen sind relativ groß, kurz und gedrungen. Sie besitzen einen um den Mund angeordneten Kranz von vier bis sieben, kurzen capitaten (gekeulten) Tentakeln. Die Wehrpolypen sind dagegen relativ lang und schlank; sie besitzen keinen Mund. Sie sind regellos von kurzen, capitaten Tentakeln bedeckt. Um einen großen Fresspolypen sitzen jeweils fünf bis sieben kleinere Wehrpolypen, die undeutliche rundliche Porensysteme bilden. Das Cnidom besteht aus Stenotelen und makrobasischen Mastigophoren. Daneben gibt es noch spezielle Polypen für die Fortpflanzung, die freischwimmende Medusen produzieren. Die Gonophoren entstehen in Kammern des Skelettes, die mit Coenosarc ausgekleidet sind. Die Medusen sind Eumedusoide mit radialen Kanälen und einem Ringkanal. Die Meduse besitzt aber keine Tentakel oder Sinnesorgane. Die Exumbrella ist aber von Nesselzellenflecken besetzt. Die Geschlechtsorgane entstehen um ein undeutliches Manubrium.
Feuerkorallen leben in Symbiose mit Zooxanthellen und beziehen von diesen einen Teil ihrer Nahrung. Im Kampf mit anderen sessilen Tieren um Licht und Raum sind Feuerkorallen sehr erfolgreich und können Konkurrenten, besonders Gorgonien, überwuchern, da sie relativ schnell wachsen.

## Geographisches Vorkommen und Lebensweise
Feuerkorallen kommen im Indopazifik, einige Arten auch in der Karibik, hauptsächlich an den Riffhängen, vor. Trotz ihrer Wehrhaftigkeit werden Feuerkorallen von Fischen, Borstenwürmern, Krebstieren und Schnecken gefressen.

## Gefahren für den Menschen
Das Nesselgift der Feuerkorallen ruft beim Menschen starken Juckreiz oder Brennen und Bläschenbildung hervor. Die Symptome ähneln stark denen nach dem Kontakt mit Brennnesseln. Es sind, vor allem nach mehrmaligem Kontakt, allergische Reaktionen bis hin zum Kreislaufkollaps bekannt. In der Literatur wird die Akutbehandlung der betroffenen Hautstellen mit 5%igem Essig und später mit juckreizlindernden und antiallergischen Salben empfohlen.

## Systematik
Die Familie Milleporidae wird im Hydrozoa World Database zur Unterordnung Capitata gestellt. Im Werk An introduction to Hydrozoa wird die Familie Milleporidae zusammen mit den Familien Porpitidae, Pseudosolanderiidae, Teissieridae, Rosalindidae, Cladocorynidae, Asyncorynidae und Zancleidae in eine eigene Unterordnung Zancleida gestellt. Die Arten der Gattung Millepora:
- Elchgeweih-Feuerkoralle (Millepora alcicornis (Linnaeus, 1758))
- Millepora aspera Linnaeus, 1767
- Millepora boschmai (De Weerdt and Glynn, 1991)
- Millepora braziliensis (Verrill, 1868)
- Millepora complanata (Lamarck, 1816)
- Netz-Feuerkoralle (Millepora dichotoma (Forskål, 1775))
- Millepora exaesa (Forskål, 1775)
- Millepora foveolata (Crossland, 1952)
- Millepora intricata (Edwards, 1857)

- Millepora laboreli Amaral, 2008

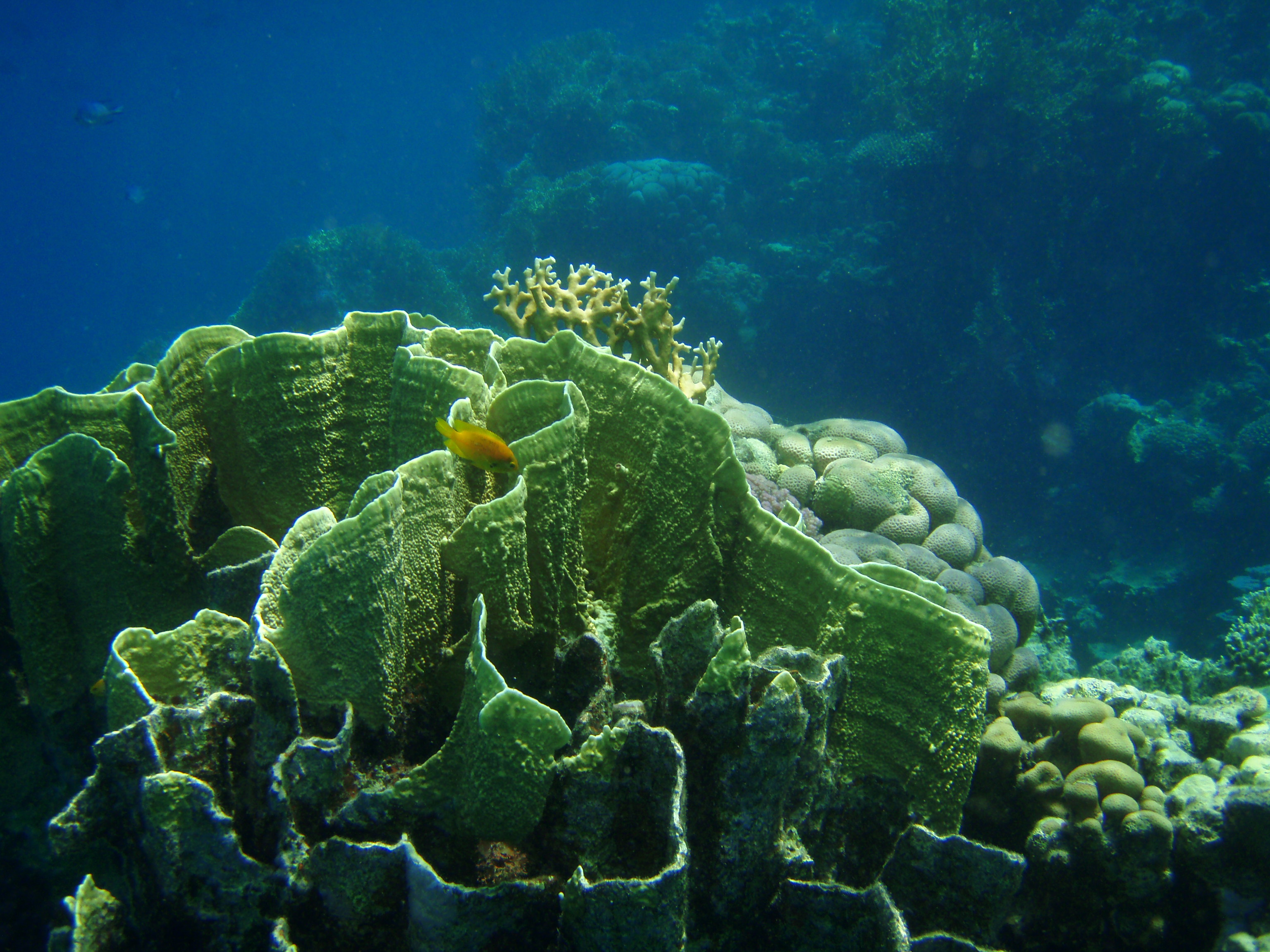
Die plattenförmige Skelette bildende Millepora platyphylla im Roten Meer.

- Millepora latifolia (Boschma, 1948)
- Millepora murrayi (Quelch, 1884)
- Millepora nitida (Verrill, 1868)
- Platten-Feuerkoralle (Millepora platyphylla (Hemprich & Ehrenberg, 1834))
- Millepora squarrosa (Lamarck, 1816)
- Millepora striata (Duchassaing & Michelotti, 1864)
- Millepora tenella (Ortmann, 1892)
- Millepora tenera (Boschma, 1949)

### Online
- Hydrozoa Directory